# Jean Bodman Fletcher

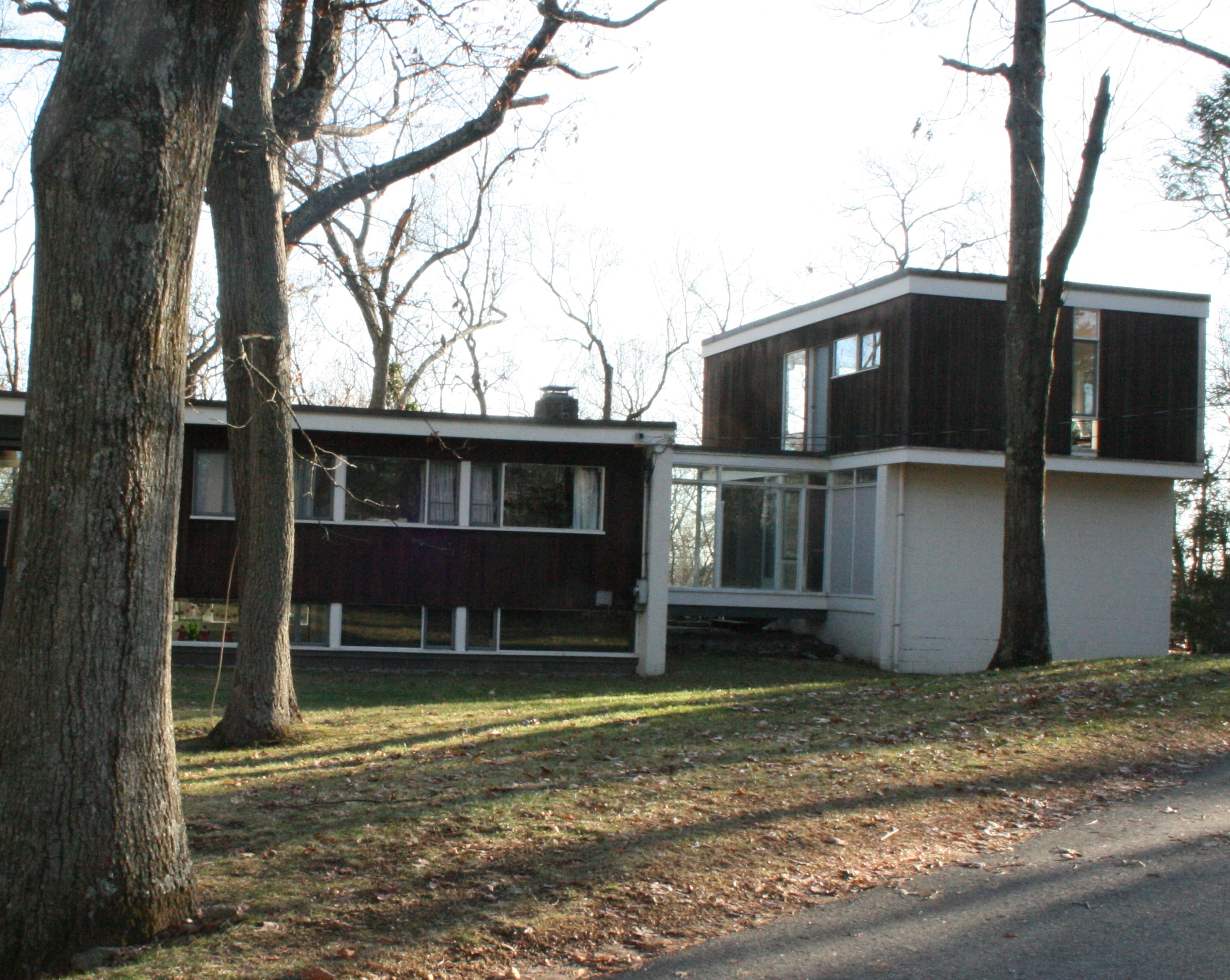
Jean Bodman Fletcher y Norman Fletcher. Casa Fletcher, en Six Moon Hill.

Jean Bodman Fletcher (Boston, 20 de enero de 1915–13 de septiembre de 1965) fue una arquitecta estadounidense, cofundadora de la legendaria firma de arquitectos The Architects' Collaborative, (TAC) en Cambridge, Massachusetts.

## Primeros años
Sus padres fueron Fenimore Lewis Bodman y Maud Hayden Bodman.
Jean Bodman se graduó en la Universidad Smith en 1937, y finalizó su entrenamiento en arquitectura en la Escuela de Arquitectura de Cambridge en 1941, una escuela de arquitectura para mujeres asociada a la Universidad de Harvard.
Obtuvo su posgrado en Harvard en 1942, después de presentar su tesis para una comunidad de trabajadores migrantes en el Valle Central de California, integrando control de inundaciones, desarrollo hidroeléctrico y conservación del agua. La tesis fue publicada en la revista Arts & Architecture  bajo el título “There Should Be Regional Planning in Central Valley”. (mayo de 1945).

## Trayectoria
Una vez recibida trabajó para la firma de Saarinen y Swanson en Míchigan. Se casó en 1944 con el arquitecto Norman C. Fletcher (1917-2007) que trabajaba en el mismo estudio. Cuando tuvieron a su primera hija, Judith ganaron el concurso patrocinado por la revista de arquitectura Pencil Points para diseñar una casa suburbana para una familia joven americana, con una superficie y presupuesto limitados. Se presentaron más de 900 propuestas realizadas por algunos de los arquitectos más relevantes del momento como Louis Kahn y Oscar Stonorov, Marcel Breuer, Ralph Rapson. En 1945 ganaron el concurso para diseñar los dormitorios del Smith College junto a Benjamin Thompson. El dinero obtenido en estos concursos ayudó a financiar el inicio del estudio TAC.
The Architects’ Collaborative fue un estudio conformado por Sarah Pillsbury, Jean Bodman, como únicas representantes femeninas, John Harkness, Norman Fletcher, Benjamin C. Thompson, Robert Sensman McMillan,, Louis Albert McMillen y Walter Gropius.
TAC representó un modelo de práctica colaborativo distinto y distintivo respecto a otros equipos de arquitectos en la escena mundial de la postguerra en Estados Unidos. Cada proyecto se debatía grupalmente, superando el individualismo predominante en la profesión, aunque había líderes responsables. TAC continuó operando hasta mediados de los ’60 cuando tres de los miembros fundadores dejaron la organización: McMillan, Thompson y Gropius, que se jubiló. La firma se disolvió en 1995.
El aporte de Pillsbury y Bodman se basaba sobre todo en el desarrollo de una fuerte relación entre la arquitectura y el paisaje. Estos principios se evidencian claramente en uno de los primeros proyectos del equipo, el conjunto de viviendas Six Moon Hill (1948- 1950) que está catalogado en el Registro Nacional de lugares históricos desde 2016, y que surge con la intención de crear una comunidad. Las casas de los socios originales son los números 17 (Louis McMillen), 34 (John y Sarah Harkness), 37 (Norman y Jean Fletcher), 38 (Robert S. McMillan), y 40 (Benjamin Thompson). Fue uno de los primeros conjuntos de vivienda modernos en Estados Unidos.
Entre las obras más destacadas de TAC encontramos la Bedford Middle School, en Mount Kisco, el Centro de Artes Olin y la Biblioteca Ladd, en Bates College, en Lewiston, Maine, la escuela de Deerfiels, el Harvard Graduate Center; Cambridge, Massachusetts (1949), la Universidad de Bagdad, Irak 1957-1960, el edificio PanAm de Nueva York (1958-1963), la Walter-Gropius-Haus en Berlín, (1957) y la Fábrica de porcelana Rosenthal, en Selb (1965).

## Muerte
Jean Bodman Fletcher murió de cáncer de seno, el 13 de septiembre de 1965 a los 50 años.